# マシュー・ハートマン
マシュー・ジェームス・カリブヨ・"マット"・ハートマン（英語: Matthew James Calibjo "Matt" Hartmann、1989年8月19日 - ）は、イングランドとフィリピンのサッカー選手。フィリピン代表。ポジションはMF。

## クラブ歴
ポーツマスFCの下部組織に2006-07シーズン末まで在籍。2007年初頭にはポーツマスU-18からウェイマスFCにレンタル移籍し、4試合に出場した。2007年7月に自由契約でノッティンガム・フォレストFCのアカデミーに加入。2008年7月に放出され、ボグノア・レギス・タウンFCに加入、5試合に出場した。その後、バーシュリーFCに在籍した。
2010年9月初頭にフィリピンのロヨラ・メラルコ・スパークスFCに加入。2011年には弟のマーク・ハートマンも加入し、彼含めた三兄弟全員が在籍したクラブとなった。2015年4月24日には弟のマークが既に移籍していたグローバルFCへの加入が発表され、再び弟とチームメイトとなった。2017年のシーズン中にダバオ・アギラスFCに移籍。

## 代表歴
2006年11月にバコロドで行われた2007 東南アジアサッカー選手権予選に挑むメンバーとして代表初招集。第一試合となったラオス代表戦で代表初出場を飾ったが、2-1で敗れた。その後は起用されず、同予選4試合で出場はこの1試合に止まった上、翌年に行われた2007 東南アジアサッカー選手権の本戦への出場権を得たフィリピン代表には招集されなかった。
2007年始にはハサナル・ボルキア・トロフィーに挑むU-21代表に招集され、ミャンマー代表、ブルネイ代表戦に出場した。
その後は代表からも遠ざかっていたが、2011年9月に行われた代表のトレーニングに招集され、龍騰杯2011に挑む20人、U-23代表が出場する2011年東南アジア競技大会のメンバーにも残った。龍騰杯では開幕節となった9月30日の香港代表戦のスターティングメンバーに名を連ねて5年ぶりの代表出場、フル出場をして3-3の引分となった。その後、澳門代表戦にも出場し3試合中2試合に出場した。大会に引き続いて行われたネパール代表との親善試合で代表初得点を記録した。また、U-23代表として臨んだ東南アジア競技大会では主将に任命され2試合に出場した。

## 家族
兄のダレン・ハートマン、弟のマーク・ハートマンもサッカー選手。

## タイトル

### クラブ
グローバル
- ユナイテッド・フットボールリーグ: 2016

### 個人
- フィリピンサッカー協会ナショナル・メンズ・クラブ・チャンピオンシップ最優秀ミッドフィールダー: 2014-15
- フィリピンサッカー協会ナショナル・メンズ・クラブ・チャンピオンシップ最優秀選手: 2014-15
- ユナイテッド・フットボールリーグ最優秀ミッドフィールダー: 2016